# Вармюз, Гийом
Гийом Вармюз (фр. Guillaume Warmuz; род. 22 мая 1970, Сен-Валье, Сона и Луара) — французский футболист, вратарь.

## Биография

### Карьера игрока
Начинал заниматься футболом в Бланзи, департамент Сона и Луара. Впоследствии присоединился к академии Виши, с командой которой в 1988 году выиграл Кубок Гамбарделлы (турнир для команд из игроков до 19 лет).
Первым профессиональным клубом стал «Олимпик Марсель», где Вармюз не был основным вратарём и не сыграл ни одного матча, однако из-за сложной ситуации в клубе с вратарями в преддверии полуфинальной стадии кубка чемпионов 1989/90 против «Бенфики» рассматривался в качестве возможного «первого номера», но не сыграл из-за вывиха плеча, полученного на одной из тренировок.
Из марсельского «Олимпика» ушёл в клуб «Луан-Кюизо», где провёл два полных сезона в Дивизионе 2, будучи основным голкипером, после чего перешёл в «Ланс», заменив ушедшего в «Пари Сен-Жермен» Бернара Лама. В дебютном матче за «кроваво-золотых» 8 августа 1992 года в гостях против «Осера» пропустил 3 мяча, а его команда проиграла со счётом 0:3. В течение десяти лет был основным вратарём клуба, с которым выиграл чемпионат Франции в сезоне-1997/98 и Кубок французской лиги в 1999 году, а также доходил до финала Кубка Франции в 1998 году, полуфинала Кубка УЕФА в 2000 году и становился вице-чемпионом страны сезона-2001/02. Последний матч за «Ланс» провёл 28 ноября 2002 года в Кубке УЕФА, это была первая игра стадии 1/16 финала, в гостях против «Порту» (0:3). 27 декабря 2002 года Вармюз объявил о том, что покидает клуб за шесть месяцев до истечения контракта.
В январе 2003 года перешёл в лондонский «Арсенал» на подстраховку Дэвиду Симену (в декабре второй вратарь Рами Шаабан сломал ногу, а в начале года ещё один голкипер лондонцев Стюарт Тейлор сломал палец), подписав контракт до конца сезона. По словам Вармюза, тренер канониров Арсен Венгер заметил его во время матча Лиги чемпионов, когда «Ланс» обыграл «Арсенал» на «Уэмбли» (1:0), и видел в нём возможного преемника Симена, однако в «Арсенале» Вармюз проявить себя не смог и не сыграл ни одного матча, летом того же года отправившись в дортмундскую «Боруссию» в рамках обмена голкиперами (из немецкого клуба в английский перебрался Йенс Леманн), где конкурировал с Романом Вайденфеллером.
После двух сезонов в Германии вернулся во французскую Лигу 1, подписав двухлетний контракт с «Монако». После травмы Флавио Рома стал основным вратарём. Затем в 2006 году сам «сломался», в сезоне-2006/07 не играл и завершил профессиональную карьеру игрока из-за проблем с коленями.
В Лиге 1 сыграл 351 матч за «Ланс», по этому показателю занимает третье место после Эрика Сикоры (434) и Бернара Плачека (377).

### После карьеры игрока
В 2008 году непродолжительное время был спортивным директором «Гёньона» и тренером вратарей команды Национального союза профессиональных футболистов. В 2009 году получил тренерскую лицензию второй категории. В 2012 году был тренером вратарей «Осера». В 2017 году стал главным тренером и генеральным менеджером клуба седьмого французского дивизиона «Бон» из одноимённого города.
Муниципальный советник Ванкетена (департамент Па-де-Кале) в 2001 году, Сен-Леже-сюр-Дена (департамент Сона и Луара) — с 2014 по 2020 год. Католик и бенедиктинец-облат, также был капелланом с 2010 года недалеко от Монсо-ле-Мин в департаменте Сона и Луара (как говорит сам Вармюз, приходу в церковь поспособствовала травма колена в 1996 году, из-за которой он не играл несколько месяцев).
С 2012 года — консультант Canal+ Sport.
В ноябре 2019 года сыграл в матче третьего дивизиона лиги департамента Сона и Луара за команду «Мелесе-Меркюре».
28 апреля 2022 года на своём сайте сообщил, что принимает должность спортивного директора клуба «Маконне» из Макона, президентом которого является Ален Гризманн — отец Антуана Гризманна.

## Достижения
- Чемпион Франции: 1997/98
- Обладатель Кубка французской лиги: 1998/99